# Campionatul de Fotbal al României 1914

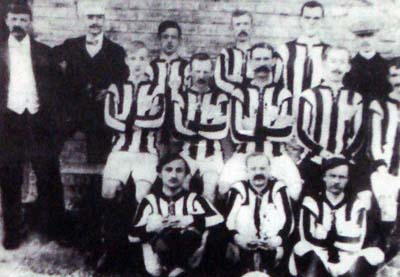
Echipa campioană a Colentinei.

Sezonul 1914 al Cupei Hans Herzog a fost cea de-a cincea ediție a Campionatului de Fotbal al României. A avut loc în luna  mai 1914. Câștigătoarea, Colentina București, a fost recompensată cu Cupa Herzog. 
Competiția a fost deschisă pentru echipele de categoria I, fiind înscrise patru cluburi, dar Olimpia București a renunțat înainte de începerea campionatului. Celelalte trei formații au fost: Colentina București, Bukarester IHC FC și Cercul Atletic București. Cele trei echipe nu au avut la dispoziție toți jucătorii, deoarece majoritatea fotbaliștilor străini din loturi se întorceau acasă din cauza izbucnirii Primului Război Mondial.

## Rezultate
| 1 mai 1914 | Colentina București | 5 – 0 | Cercul Atletic București | Terenul FSSR, București |
| 1 mai 1914 |                     |       |                          | Terenul FSSR, București |

| 6 mai 1914 | Bukarester IHC FC | 0 – 2 | Colentina București | Terenul FSSR, București |
| 6 mai 1914 |                   |       |                     | Terenul FSSR, București |

| 11 mai 1914 | Bukarester IHC FC | 1 – 1 | Cercul Atletic București | Terenul FSSR, București |
| 11 mai 1914 |                   |       |                          | Terenul FSSR, București |

## Clasament
| Loc | Echipă         | Pct. | MJ | V | E | Î | GM | GP | GA    | Note               |
| --- | -------------- | ---- | -- | - | - | - | -- | -- | ----- | ------------------ |
| 1.  | Colentina (C)  | 4    | 2  | 2 | 0 | 0 | 7  | 0  | —     | Campioana României |
| 2.  | Bukarester FC  | 1    | 2  | 0 | 1 | 1 | 1  | 3  | 0,333 |                    |
| 3.  | Cercul Atletic | 1    | 2  | 0 | 1 | 1 | 1  | 6  | 0,167 |                    |

* Olimpia București s-a retras înainte de începerea campionatului.
| Câștigătorii Cupei Hans Herzog ediția 1914 |
| ------------------------------------------ |
| Colentina București Al 2-lea Titlu         |

## Cupa Alexandru Bellio 1913
Cupa Alexandru Bellio s-a ținut târziu în acel an.

### Rezultate
| Gazde               | Scorul | Oaspeți       |
| ------------------- | ------ | ------------- |
| Colentina Bucuresti | 5-0    | Cercul        |
| Colentina Bucuresti | 2-1    | Bukarester FC |
| Bukarester FC       | 4-1    | Cercul        |
| Bukarester FC       | 5-0    | Olympia       |

### Clasament
| Loc | Echipă         | Pct. | MJ | V | E | Î | GM | GP | GA    | Note                    |
| --- | -------------- | ---- | -- | - | - | - | -- | -- | ----- | ----------------------- |
| 1.  | Bukarester FC  | 6    | 4  | 3 | 0 | 1 | 10 | 3  | 3,333 | Câștigătoarea trofeului |
| 2.  | Colentina (C)  | 4    | 3  | 2 | 0 | 1 | 7  | 1  | 7,000 |                         |
| 3.  | Cercul Atletic | 2    | 3  | 1 | 0 | 2 | 1  | 9  | 0,111 |                         |
| 4.  | Olympia        | 0    | 2  | 0 | 0 | 2 | 0  | 5  | 0,000 |                         |

* Tabelul sugerează că două meciuri au fost câștigate la masa verde, Bukarester și Cercul câștigând meciuri cu Colentina și Olympia.